# Vence na Vida Quem Diz Sim
"Vence na Vida quem diz Sim" é uma música produzida por Chico Buarque e Ruy Guerra em 1972-1973 para o álbum Calabar.
Embora Buarque tenha proposta seriamente a troca da palavra "sim" por "não", a letra foi vetada na íntegra pela censura do governo da ditadura militar no Brasil, sendo lançada apenas a versão instrumental na época.
Em 1980, com a ditadura fora do poder, Nara Leão fez a gravação da música com algumas alterações da versão original.